# Valor (slivoň)

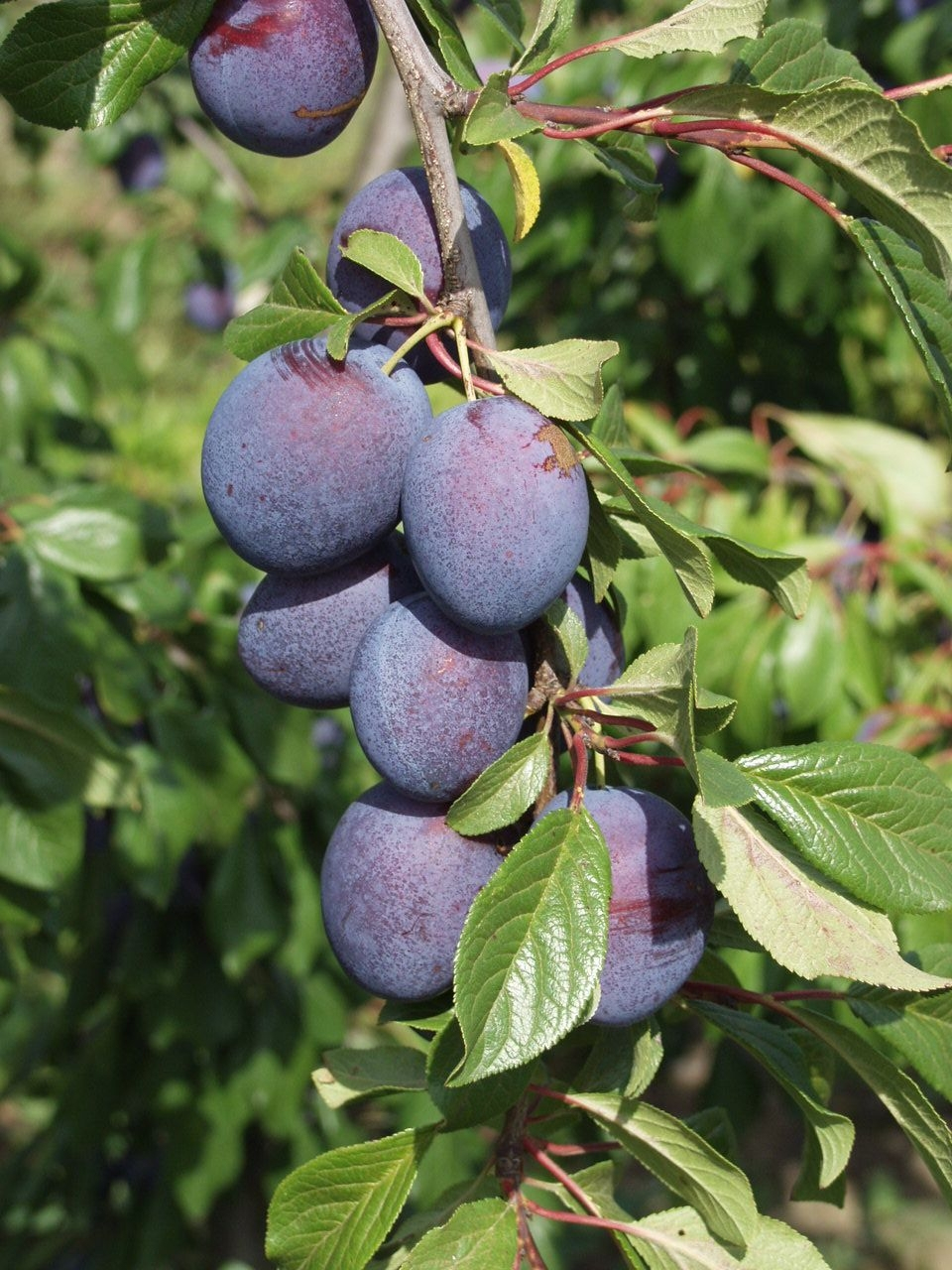
Plody slivoně Valor

Valor (Prunus domestica 'Valor') je ovocný strom, kultivar druhu slivoň z čeledi růžovitých. Plody velké, s fialovou slupkou, ojíněné,velmi sladké, aromatické, vhodné pro konzum i na zpracování. Zraje koncem srpna.

## Původ
Byla vypěstována v roce 1938 v Kanadě, ve Vinelandu (Ontario) zkřížením odrůd 'Imperial Epineuse' a 'Grand Duke'. 

## Vlastnosti
Růst střední později slabý, je samosprašná. Plodnost vysoká. Zraje koncem srpna.  Vyžaduje teplé osluněné polohy, propustné živné půdy s dostatkem vlhkosti. Nenáročná na řez

## Plodnost
Plodí brzy po výsadbě, pravidelně, avšak ne příliš mnoho.

## Plod
Plod podlouhlý, velmi velký (35–40mm). Slupka silná, modrá, ojíněná. Dužnina je zelenožlutá, chutná, měkká a šťavnatá, oddělitelná od pecky.

## Choroby a škůdci
Tolerance k šarce střední, náchylná k monilióze.